# ストーシー
ストーウェオーユーエ（スウェーデン語: Storsjöodjuret、「ストゥール湖の怪物」/「巨大湖の怪物」の意）、またはストーシー（英語: Storsie）は、スウェーデンの伝説の湖の怪物。中部イェムトランド県に在するストゥール湖に棲むと伝わる。
最古の言及は、1635年の写本に記載されたルーン石碑にまつわる怪蛇伝説で、それによればある「大海蛇」か「湖の大蛇」が、ルーン石碑の魔力でストゥール湖の湖底に呪縛されたとされる。その術者は伝説のケティル・ルーンスケで、そのとき使われたのが現存するフレースエーのルーン石碑（同湖に浮かぶ島にフレースエーに建てられた石碑）である。
のちのイェムトランド地方の民話では、湖畔で二匹のトロールが大釜を煮て発生させた怪物とされ、猫似の頭部をした、黒い蛇状の体をしていたという。
19世紀頃から、目撃例が多数あり、記録も残されるという。そのなかには頭部が犬に似ているという証言があり、22件の証言を収集して出版した自然科学者P・オルソン（『ストーウェオーユーエ』、1899年）は、未知の水棲哺乳類ではないかと推察した。

## 名称

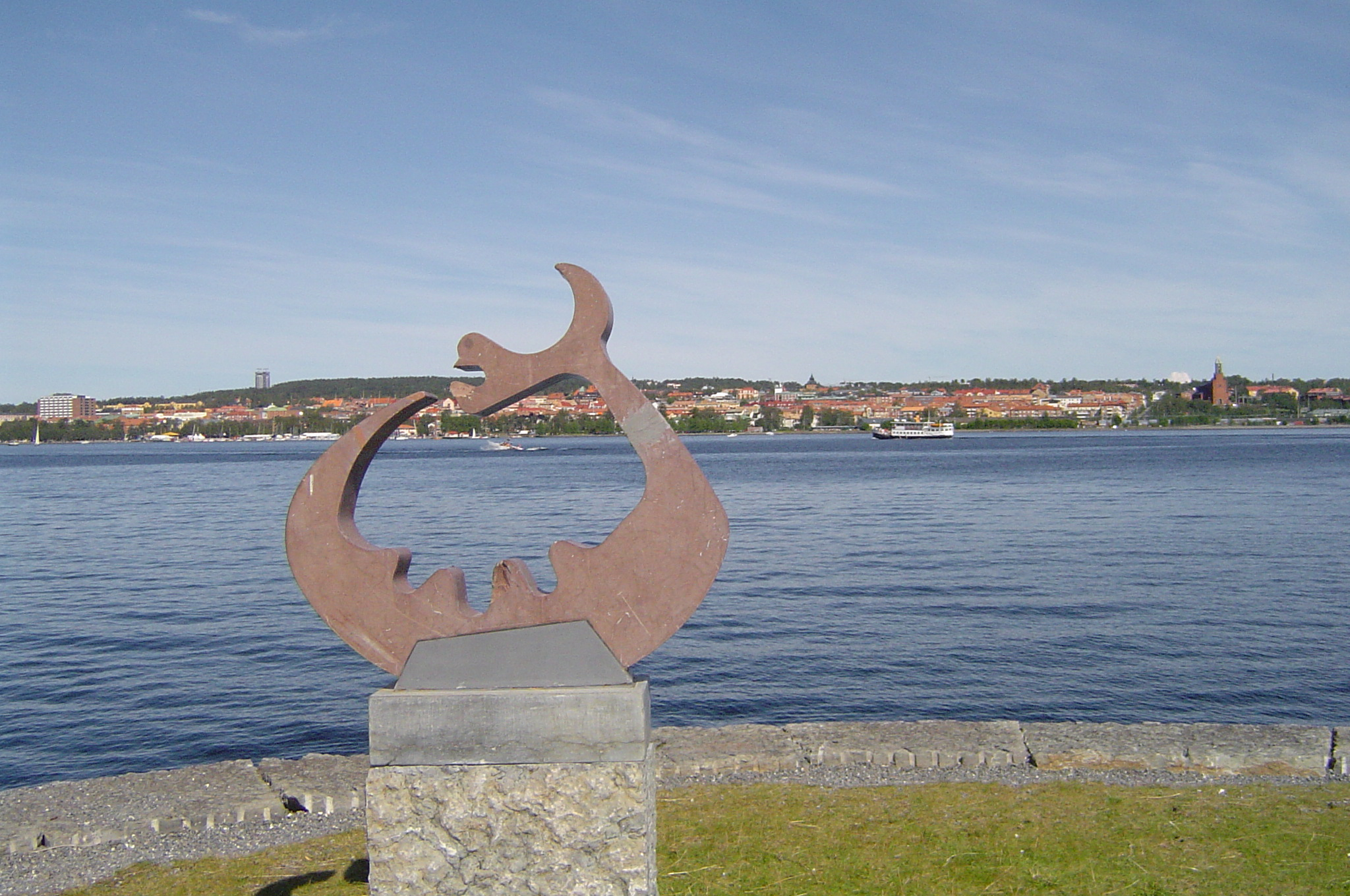
湖畔のストーシー像。 エステルスンド市を臨む

ストーウェオーユーエ（スウェーデン語: Storsjöodjuret [ˈstûːrɧøːʊˌjʉːrɛt]、「ストゥール湖の怪物」/「巨大湖の怪物」/「湖の巨獣」）と一般に呼びならわされているが、文献でのこの単語（スウェーデン語: Storsjöodjur）の初見は1899年である。それ以前はストーウェオーメン（「～大蛇」）等と呼ばれていた。
最初の「ストーウェ」 はストゥール湖のことともとれるが、単に「巨大湖」を意味する普通名詞ともとれる。よって英訳名で「グレート・レーク・モンスター」と称されることもある。また「ストーシー」（英語: Storsie）というネッシーをもじったような愛称でも知られる。
また「オーユー」（odjur)の部分は、スウェーデン語で「怪物」あるいは「大型の害獣」の意味であるが、直訳すれば「非動物」である。虚飾をすててストーウェユーエ（「ストゥール湖の動物」/「巨大湖の動物」）とする例もみられる。

## 伝説

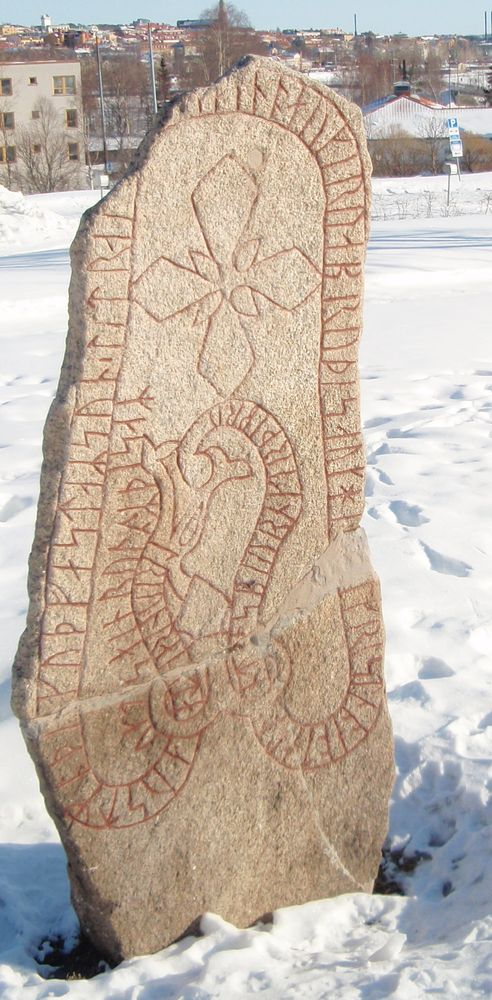
竜をかたどる《フレースエー（島）のルーン石碑》（11世紀）。この石碑の魔力でストーシーが封じられたという伝説がある。

17世紀の史料
この怪物についての最古の言及が、1635年の、ストゥール湖の「海竜」/「湖棲の大蛇」（sjöorm）についての挿話である。モルテン・ペダーセン・ヘルダルの写本に収められている。解説者によれば、それは次のような内容である。
ケティル・ルーンスケ[という伝説のルーン導師（ルーンマスター）]は、《フレースエーのルーン石碑》（「フレイの島」の意のストゥール湖の島）にルーンを刻み付け、その魔力でストゥール湖の湖底に竜/大蛇を呪縛した。
また、この伝説の異本が、かつてスウェーデン国家でおこなわれた古物古跡調査（Rannsakningar efter antikviteter）に関連する文献に残されている。それはアンダース・プランティンが残した1685年付の記録であり、内容は次のようなものである：この[ルーン]石碑の下には、大蛇ののおぞましく頭が横たわるとされており、その胴体はストゥール湖からクニッタ村に至り、尾はヒレ・サンドに埋ずもれるという。大蛇は「 ロー （守護霊）」であるとされ、ゆえに石碑は建てられた。何人も平穏に[ストゥール湖を]渡ることができぬ、と渡し守やその妻、ならびにその他多数が語り、よって最後の乱流の時に石碑は引きずりおろされ二つに割られた。
フレースエーのルーン石碑には、じっさい竜か大蛇の画は刻まれているが、ケティル・ルーンスケという名はなく、古ノルド語で「グズファスの子アウストマズ」が、イェムトランドのキリスト教化をなしたルーン文字で刻まれている。石板は確かに割れめが入っている。
説話
イェムトランド地方の民間伝承の説話では、さらなる脚色がみえる。これによれば、「昔、昔」ヤタとカタという二匹のトロルがストゥール湖の浜辺で大釜を炊いて「何日、何週間、何か月」と経った頃、そ「病児の呻き声のような音」に次いで、「大きな轟音、まるで激しい稲妻のような」が聞こえ、大釜のひとつから蛇のような胴体と猫のような頭の奇妙な生物が出現し、湖へと消え去っていった（そのときトロルたちも大釜も、白煙を残していなくなっており、地には深い奈落ができていた）。湖に棲む怪物は、付近の脅威となり、 フレースエーの島を一巡し自らの尻尾をくわえられるほどの体長に達していた。そこにケティル・ヤムテ（おそらく「イェムトランド人ケティル」）が現れて竜を封じ、その魔法を刻んだ石板を島の東岸に建てた。それでも怪物の体のところどころの部分は、水面からあらわになっていた。そしてルーン石碑の文字の真なる意味を解き明かす者が現れれば、怪物はまた放たれるだろうとされている。
この説話の英雄の名はケティル・ヤムテとも、ケティル・ルスケとも伝わる。また、ある情報提供者によればグドファストという名だとしていて、伝説のアウストマン・グドファストソン、すなわち石碑に刻まれた前述のアウストマズ・グドファスタルソンと関連付けられている。

## 目撃例
19世紀以来、何百もの目撃例があり、保存資料に残っているといわれる。早い例では、1857年7月、ストゥール湖に臨むフォルスバッカ・ブルック（という製鉄所）の従業員が、「黒びかりする」、大きな猫ほどの頭部を湖で目撃しており、それは水の動きから、大海蛇/湖の大蛇（sjöorm）の一種ではないかと思われた。
1899年には、ペーター・オルソンが『巨大湖怪物（ストーウェオーユーエ）』と題する小冊子を刊行し、22の目撃例を列記し、それらの詳細をまとめて総合的に解説した。オルソンは自然科学者でもあり、おそらくは未知の水棲哺乳類ではないかとの結論に達している。
その後も目撃例はあるが、おおよそ10メートル (33 ft)の体長とされている。 オルソンは、3.5～14メートルの範囲とまとめているが 、これは各例の目撃者が使ったスウェーデン式フィート（fot）やキュビット（aln）の値からメートル法の値に換算されたものである。
ストーウェオーユーエは、蛇のような胴体で、犬に似た頭部との一部証言がある。そして一般のシーサーペントと異なり、耳たぶを持つ怪物であると考察されているが、胸鰭との証言のうちに、耳たぶか胸鰭かよくわからないという証言が混じっている。証言例のいくつかは、複数の背瘤（スウェーデン語: pucklar、puckelの複数形）をもつとしているが、オルソンはそれらもふくめて「垂直の」うねり（スウェーデン語: buckter）としている

### 捕獲計画
この怪物を捕獲しようという計画が、1894年に現地で持ち上がり、 オスカル2世の支援までとりつけた。失敗に終わった捕獲計画は、アルベルト・エングストロムが風刺漫画にして『ストリックス』に掲載している。

### 動画
2008年8月、水中に監視カメラ数台を設置した結果、ストゥール湖の怪物の動画を捉えたという発表が、地元捜査団からあり、画像も公開された。なかには熱探知の機能があるカメラも含まれていて、細胞から熱を作り出している生物だと確認された、とも主張されている。

### 保護条例
ストゥール湖に近在する唯一の市である エステルスンド市庁は1986年、ストーウェオーユーエを絶滅危惧種に指定し、その幼生や卵の捕獲も法則で禁じた。しかしこの法は2005年、現職の議会オンブズマンが先鋒となって廃止を訴え